# ديفيد كامبل (مغني)
ديفيد كامبل (بالإنجليزية: David Campbell)‏ هو مغني أسترالي، ولد في 6 أغسطس 1973 في أديلايد في أستراليا.

## وصلات خارجية
- الموقع الرسمي
- ديفيد كامبل على موقع IMDb (الإنجليزية)
- ديفيد كامبل على موقع ميوزك برينز (الإنجليزية)
- ديفيد كامبل على موقع أول ميوزيك (الإنجليزية)
- ديفيد كامبل على موقع ديسكوغز (الإنجليزية)
- ديفيد كامبل على موقع قاعدة بيانات الفيلم (الإنجليزية)